# 도남의재북
도남의재북은 행마에 관한 격언 중 하나로, 모종의 수단을 남쪽에서 도모하지만 실상 목적은 북쪽에 있다는 뜻이다. 약한 말을 공격할 때도 직접 공격하려고 서두르지 말고 바둑수를 멀리 보면서 반대쪽부터 신중하게 접근하라는 의미이며, 간접 공격의 중요성을 강조하는 말이다.